# (4767) Sutoku
(4767) Sutoku es un asteroide perteneciente al cinturón de asteroides, descubierto el 4 de abril de 1987 por Tsuneo Niijima y el astrónomo Takeshi Urata desde el Ojima Observatory, Ojima, Japón.

## Designación y nombre
Designado provisionalmente como 1987 GC. Fue nombrado Sutoku en honor al emperador de Japón Sutoku Tennō, subió al trono en el año 1123 siendo el 75 emperador. Después de su abdicación, fue derrotado en la guerra de Hogen en contra de su hermano, el emperador Goshirakawa, y desterrado de por vida.

## Características orbitales
Sutoku está situado a una distancia media del Sol de 2,690 ua, pudiendo alejarse hasta 2,985 ua y acercarse hasta 2,396 ua. Su excentricidad es 0,109 y la inclinación orbital 13,31 grados. Emplea 1612 días en completar una órbita alrededor del Sol.

## Características físicas
La magnitud absoluta de Sutoku es 12,8. Tiene 7,923 km de diámetro y su albedo se estima en 0,213. Está asignado al tipo espectral S según la clasificación SMASSII.